# Czesław Pilichowski
Czesław Pilichowski (ur. 20 lipca 1914 w Rzadkwinie, zm. 23 października 1984 w Warszawie) – polski działacz polityczny i historyk, badacz okupacji ziem polskich, profesor nauk politycznych, w latach 1965–1984 dyrektor Głównej Komisji Badania Zbrodni Hitlerowskich w Polsce.

## Życiorys
Urodził się w rodzinie chłopskiej Marcina i Katarzyny Pilichowskich jako ich najstarszy syn. W 1933 ukończył gimnazjum w Trzemesznie. Studiował na Wydziale Filozoficznym Uniwersytetu Poznańskiego. Na ostatnim roku studiów został asystentem prof. Romana Pollaka. Studia ukończył w 1937 roku. Odbył trzymiesięczną służbę wojskową w 67 pułku piechoty w Brodnicy, po czym wyjechał na stypendium naukowe do Szwecji, studiując na uniwersytetach w Uppsali i Sztokholmie (1938–1939). Według ustaleń Szymona Wiesenthala należał przed 1939 do Obozu Narodowo-Radykalnego i był później wydalony z PZPR za zatajenie tego faktu.
Po wybuchu II wojny światowej pracował w rodzinnym gospodarstwie rolnym, po czym został, w grudniu 1939, wysiedlony z Rzadkwina do Piotrkowa Kujawskiego, gdzie spędził okres okupacji, pracując m.in. jako robotnik młynarski, budowlany oraz księgowy. W tym czasie był zaangażowany w działalność konspiracyjną narodowo-katolickiego związku Ojczyzna oraz Armii Krajowej.
W latach 1946–1948 był członkiem PPR, od 1948 roku należał do PZPR.
20 stycznia 1945 został wybrany członkiem Gminnej Rady Narodowej i sekretarzem Obywatelskiego Komitetu Narodowego w Piotrkowie Kujawskim. W marcu 1945 zrezygnował z tych funkcji i wyjechał do Poznania, gdzie znalazł zatrudnienie w Polskim Związku Zachodnim (PZZ), a w listopadzie przeniósł się do Warszawy. W tym czasie do PZZ weszła znaczna liczba działaczy ujawnionej w lipcu 1945 Ojczyzny. W 1946 uzyskał stopień naukowy doktora filozofii w zakresie historii kultury i socjologii. W latach 1946–1950 pełnił funkcję sekretarza generalnego i dyrektora zarządu głównego PZZ. W 1950 został organizatorem i pierwszym dyrektorem Wydawnictwa Morskiego. Ponadto pełnił funkcje sekretarza w Zarządzie Głównym Ligi Morskiej (1951–1952) oraz kierownika działu ekonomiki i planowania w Morskim Instytucie Rybackim w Gdyni (1952–1953). 
W 1953 przeszedł do pracy naukowej. Współpracował z Towarzystwem Literackim, Polskim Towarzystwem Historycznym, Gdańskim Towarzystwem Naukowym i Instytutem Historii Polskiej Akademii Nauk oraz pełnił funkcje kustosza w Gdańskiej Bibliotece PAN (1953–1957), a także sekretarza generalnego i członka Prezydium Rady Naczelnej Towarzystwa Rozwoju Ziem Zachodnich (1957–1965).
Według materiałów zgromadzonych w archiwum Instytutu Pamięci Narodowej był w latach 1952–1961 tajnym współpracownikiem Urzędu Bezpieczeństwa i Służby Bezpieczeństwa PRL o pseudonimie Wacław. W archiwum IPN znajduje się 5 teczek pracy agenta (informatora) liczących łącznie ponad tysiąc stron.
3 maja 1965 został powołany na stanowisko dyrektora Głównej Komisji Badania Zbrodni Hitlerowskich w Polsce i funkcję tę pełnił do śmierci. Jako dyrektor Głównej Komisji był inicjatorem oraz uczestnikiem kilkudziesięciu ogólnopolskich i międzynarodowych konferencji poświęconych zagadnieniom nieprzedawniania i ścigania zbrodni hitlerowskich, obozom koncentracyjnym i przesiedleniom, zbrodniom wojennym i ludobójstwu. W okresie przygotowania do czystki antysemickiej w PRL, po wybuchu wojny sześciodniowej w 1967 publikował artykuły o wymowie antysemickiej w „Trybunie Ludu”, „Walce Młodych” i „Za Wolność i Lud”, a także usiłował przejąć archiwum Żydowskiego Instytutu Historycznego. W 1972 uzyskał tytuł naukowy profesora nauk politycznych. W 1984 roku był inicjatorem przekształcenia Głównej Komisji w Instytut Pamięci Narodowej. 
Był członkiem m.in. Wojskowego Instytutu Historycznego, Rady Ochrony Pamięci Walk i Męczeństwa, Instytutu Zachodniego w Poznaniu, Gdańskiego Towarzystwa Naukowego, Instytutu Śląskiego w Opolu, Instytutu Bałtyckiego w Gdańsku.
Zmarł 23 października 1984 podczas konferencji naukowej Ogólnopolskiego Komitetu Obrońców Pokoju. Pogrzeb odbył się 29 października na cmentarzu Powązki Wojskowe w Warszawie (kwatera A4-tuje-5).

## Odznaczenia i nagrody
Był odznaczony m.in.: Krzyżem Kawalerskim Orderu Odrodzenia Polski, Orderem Sztandaru Pracy I i II klasy, Medalem 30-lecia Polski Ludowej, Złotym, Srebrnym i Brązowym Medalem „Za zasługi dla obronności kraju”, Honorową odznaką Zrzeszenia Studentów Polskich (1962), Odznaką "Zasłużony działacz Towarzystwo Rozwoju Ziem Zachodnich" (1965) oraz Honorową Odznaką Miasta Łodzi (1983). Laureat nagrody specjalnej  „Trybuny Ludu” (1983).

## Wybrane publikacje
- Badanie i ściganie zbrodni hitlerowskich 1944–1974, Warszawa: Główna Komisja Badania Zbrodni Hitlerowskich w Polsce, 1975.
- Dwadzieścia lat pracy narodu polskiego na ziemiach zachodnich i północnych 1945-1965, Warszawa: Towarzystwo Rozwoju Ziem Zachodnich, 1965.
- Fałszerstwo czy prowokacja? Odwetowcy w roli oskarżycieli, Warszawa: „Książka i Wiedza”, 1977.
- Hitlerowski program zagłady narodu polskiego i jego realizacja w latach 1939-1945, Warszawa: Wydaw. „Ruch”, 1972.
- Nieznane polonica w bibliotekach szwedzkich, Gdańsk: Gdańskie Tow. Naukowe, 1962.
- No Time-limit for these Crimes, Warsaw: „Interpress”, 1980.
- O co walczyliśmy i o co walczymy? Zasady ideowo-programowe, osiągnięcia i cele P.Z.Z. 1921–1946, Poznań: Polski Związek Zachodni, 1947.
- Obozy hitlerowskie na ziemiach polskich 1939–1945. Informator encyklopedyczny, Warszawa: PWN, 1979.
- Problemy reparacji wojennych, restytucji mienia oraz odszkodowań, Warszawa: Ministerstwo Sprawiedliwości. Główna Komisja Badania Zbrodni Hitlerowskich w Polsce, 1974.
- Rola partii w odzyskaniu, zagospodarowaniu i zespoleniu ziem zachodnich i północnych, Warszawa: Zachodnia Agencja Prasowa, 1965.
- Tradycje przyjaźni polsko-niemieckiej, Warszawa: Zachodnia Agencja Prasowa, 1963.
- Trybunał Norymberski i zasady norymberskie a sprawa ścigania i karania hitlerowskich zbrodniarzy wojennych, Warszawa: Zrzeszenie Prawników Polskich, 1971.
- Tysiąc lat myśli politycznej i walki o jedną Polskę między Odrą i Bugiem, Warszawa: Rada Naczelna Towarzystwa Rozwoju Ziem Zachodnich. Komisja Propagandy, 1962.
- W XX-lecie powrotu ziem zachodnich i północnych do macierzy 1945–1965, Warszawa: Zarząd Propagandy Głównego Zarządu Politycznego Wojska Polskiego, 1965.
- Wybrane rocznice na lata 1965-1969 związane z ziemiami zachodnimi i północnymi, Warszawa: Zachodnia Agencja Prasowa, 1965.
- Zagadnienie ziem zachodnich w programie i działalności Polskiej Partii Robotniczej, Warszawa: Towarzystwo Rozwoju Ziem Zachodnich, 1962.
- Zbrodnie hitlerowskie na dzieciach i młodzieży polskiej, Warszawa: „Sport i Turystyka”, 1972.